# توشیا سوگیوچی
توشیا سوگیوچی (انگلیسی: Toshiya Sugiuchi؛ زادهٔ ۳۰ اکتبر ۱۹۸۰) بازیکن سابق و مربی بیس‌بال اهل ژاپن است.
وی در مسابقات کشوری و بین‌المللی در مجموع برندهٔ ۲ مدال طلا شده‌است.